# Ford of Europe
Ford of Europe è la filiale europea della società statunitense Ford. Ha sede in Germania a Colonia. È nata nel 1967 dalla fusione dei due rami europei preesistenti, la britannica Ford of Britain, nata nel 1909, e la tedesca Ford-Werke, nata nel 1929. Lo Stabilimento Ford di Colonia aperto nel 1931 è ancora oggi attivo.

## Storia
Riunisce anche le attività di ricerca della Ford in Europa, anche della irlandese Henry Ford & Son Ltd.

### 1967–1973: Cortina e Escort

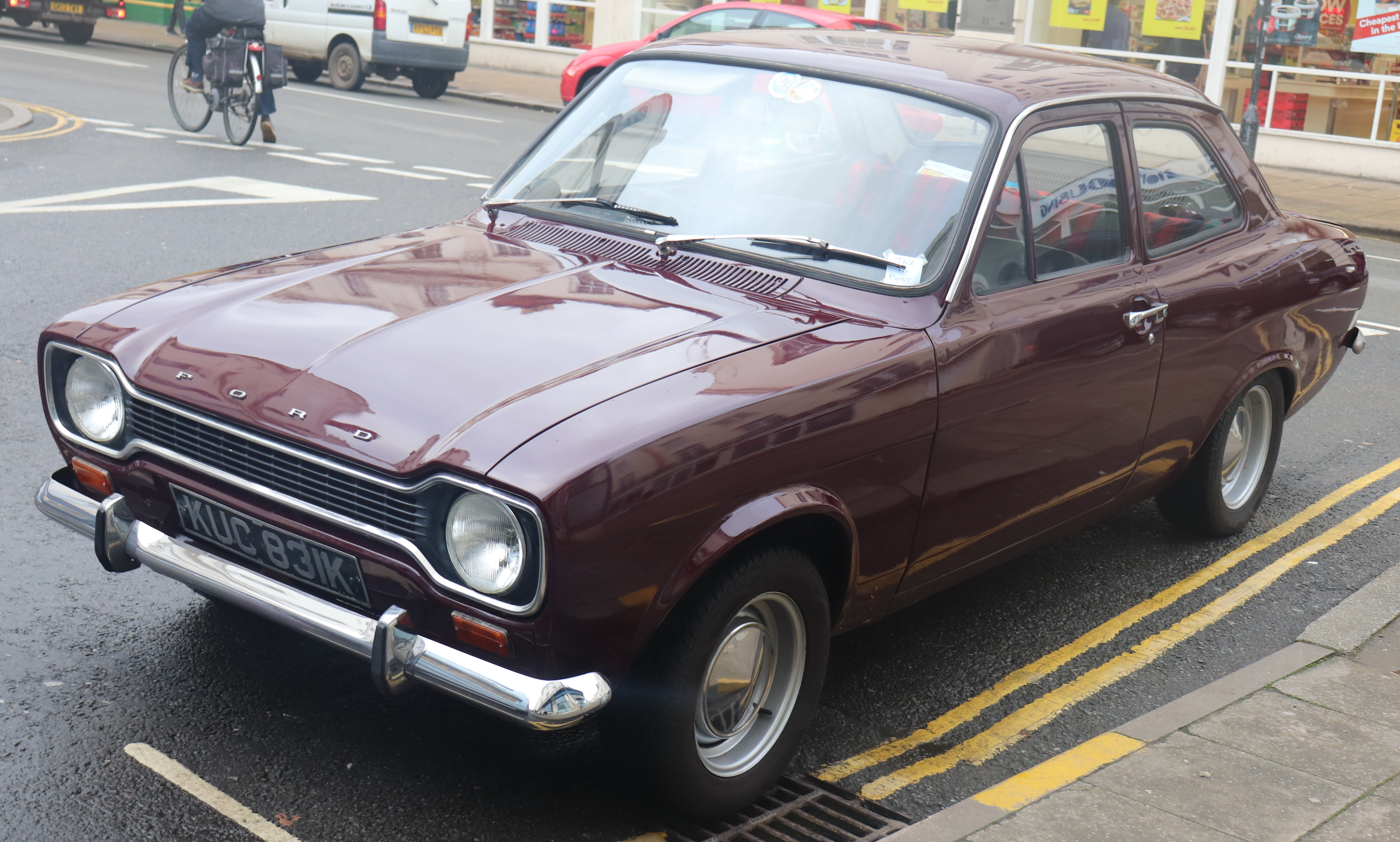
Il primo esempio di prodotto Ford of Europe: Ford Escort Mk1 (1968)

Il primo modello progettato e prodotto fu la Escort, prodotta in Gran Bretagna dall'ottobre 1967 e commercializzata dal successivo anno. Derivava dalla Anglia. Oltre che in GB, verrà prodotta dal 1970 anche in Germania a Colonia.
Il modello prese presto piede, ritagliandosi una fetta del mercato europeo, vicino a Opel Kadett e VW Maggiolino.
Il secondo modello prodotto fu nel 1969 la Capri, sport coupé.
Nel 1970 arrivarono la Cortina Mk. III in GB e in Germania la Ford Taunus TC, con la stessa piattaforma in comune.
Nel febbraio 1972 arrivano in GB la Zephyr/Zodiac, e in Germania la 17M/20M/26M con la Consul e in Germania la Granada, ammiraglie del gruppo, in concorrenza della Rover P6, Audi 100, Triumph 2000.
Nel febbraio 1972 arrivano la Ford Consul e la Ford Granada, in sostituzione delle Ford Zephyr e Zodiac (in GB) e delle Taunus 17M/20M/26M (in Germania). Si tratta delle ammiraglie del gruppo, in concorrenza della Rover P6, Audi 100, Triumph 2000.

### 1974–1980: Escort ’81 e nuova Fiesta

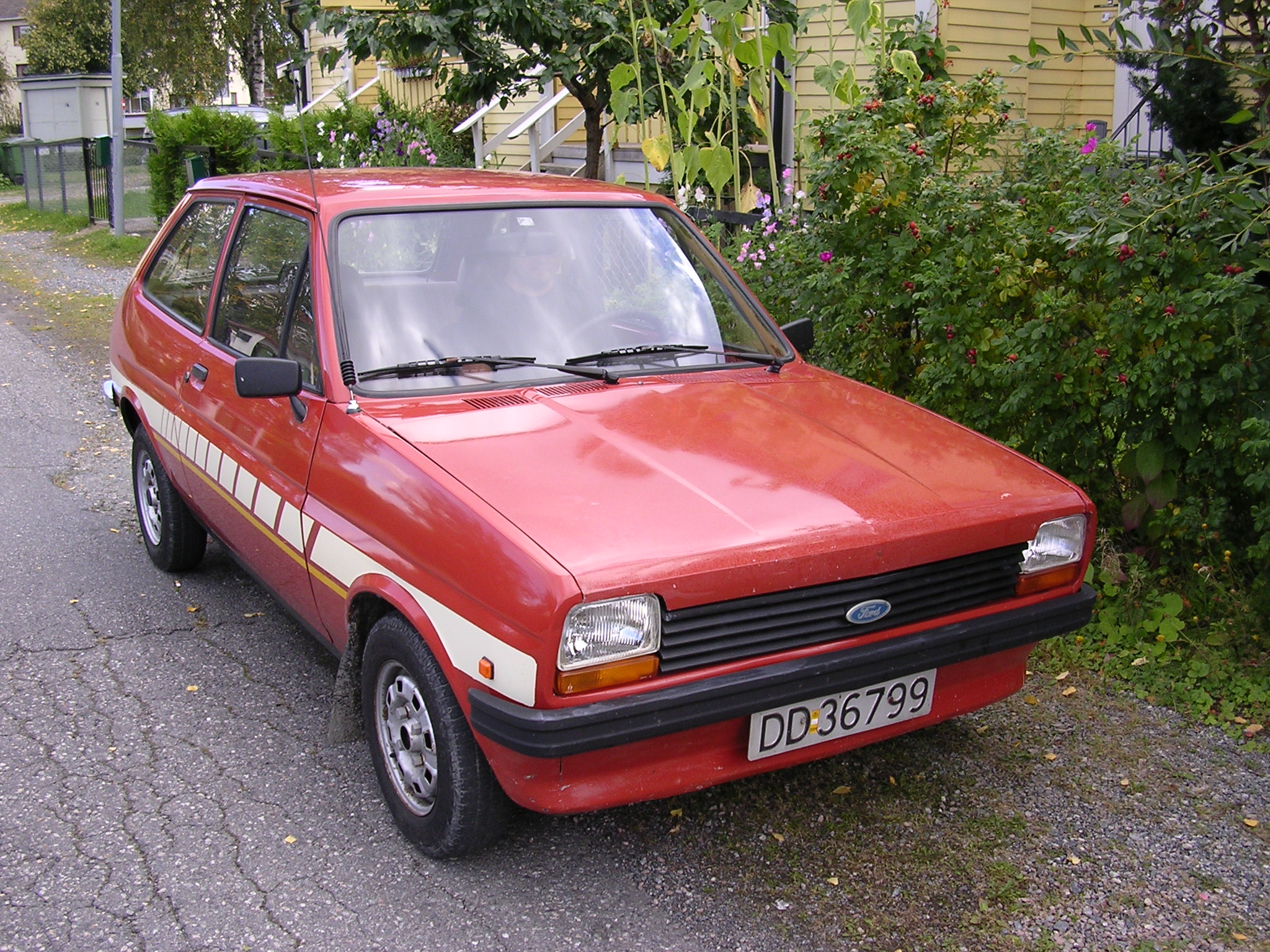
Ford Fiesta ’76

La seconda serie della Capri uscì nel 1974. La seconda serie della Escort uscirà nel 1975.
Nel 1976 esce la Fiesta, prima utilitaria a trazione anteriore. La Fiesta fu prodotta presso la Ford-Werk a Valencia in Spagna.
Nel 1976 viene prodotta la Cortina Mk. IV e la Taunus TC ’76.
Nel settembre 1977 viene messa sul mercato Granada terza serie. L'ammiraglia venne prodotta dal 1976 nello Stabilimento Ford di Colonia.
Da fine 1980 viene presentata la Escort ’81.

### 1981–1989: Sierra, Orion e Scorpio

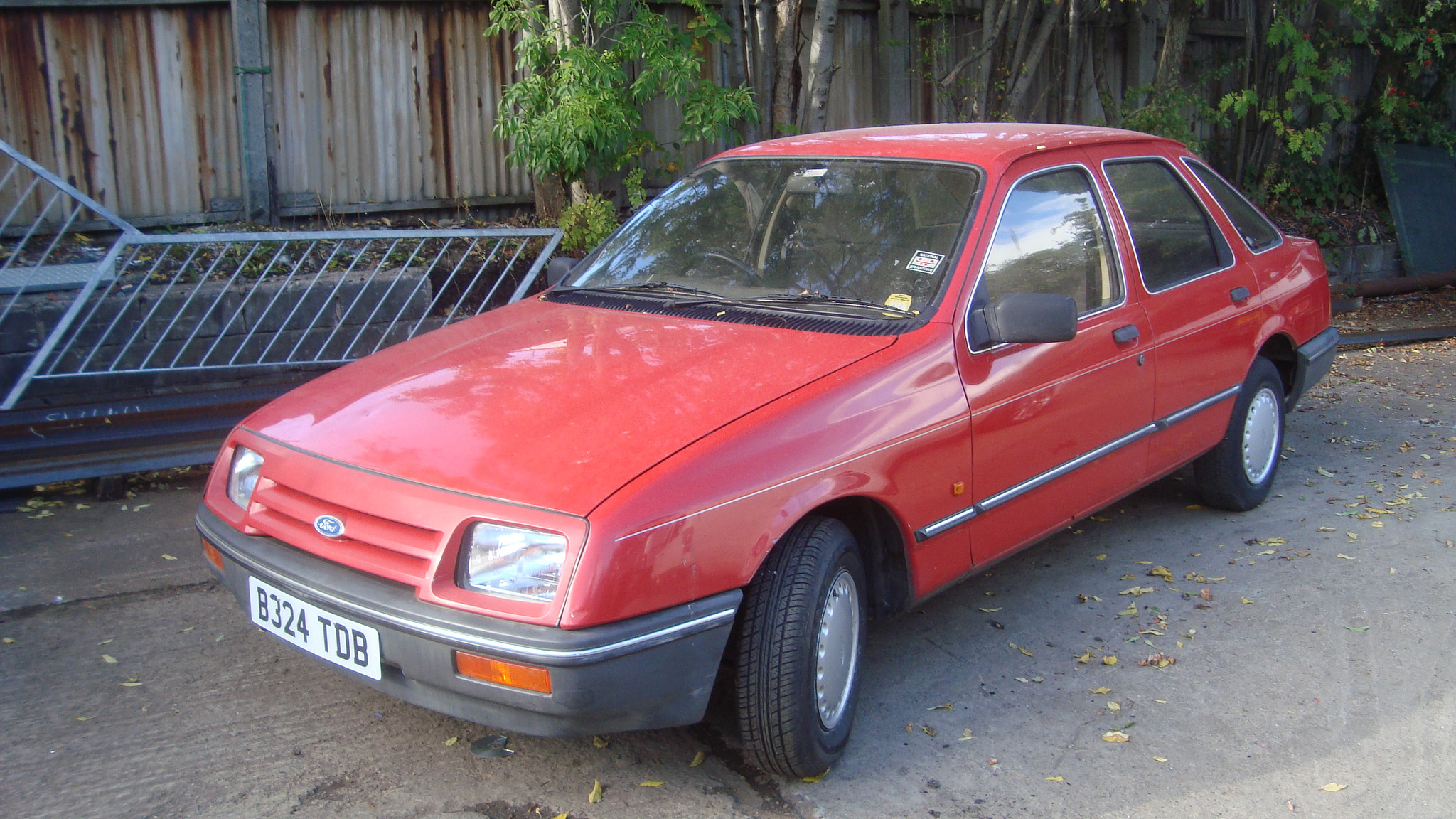
Ford Sierra

Dopo 20 anni di produzione nel 1982, esce in GB la Sierra. Uscirà più tardi la versione Cosworth. Nel 1983 verrà presentata la Orion.
Nel maggio 1985 entra nel mercato europeo la Scorpio, nuova ammiraglia di Ford Europe che sostituisce la Ford Granada. La sportiva Capri uscirà di scena nel dicembre 1986 dopo 17 anni.
Seguiranno nel 1987 la nuova serie Sierra e nel 1989 la nuova Fiesta.

### 1990–1996:Driven by You

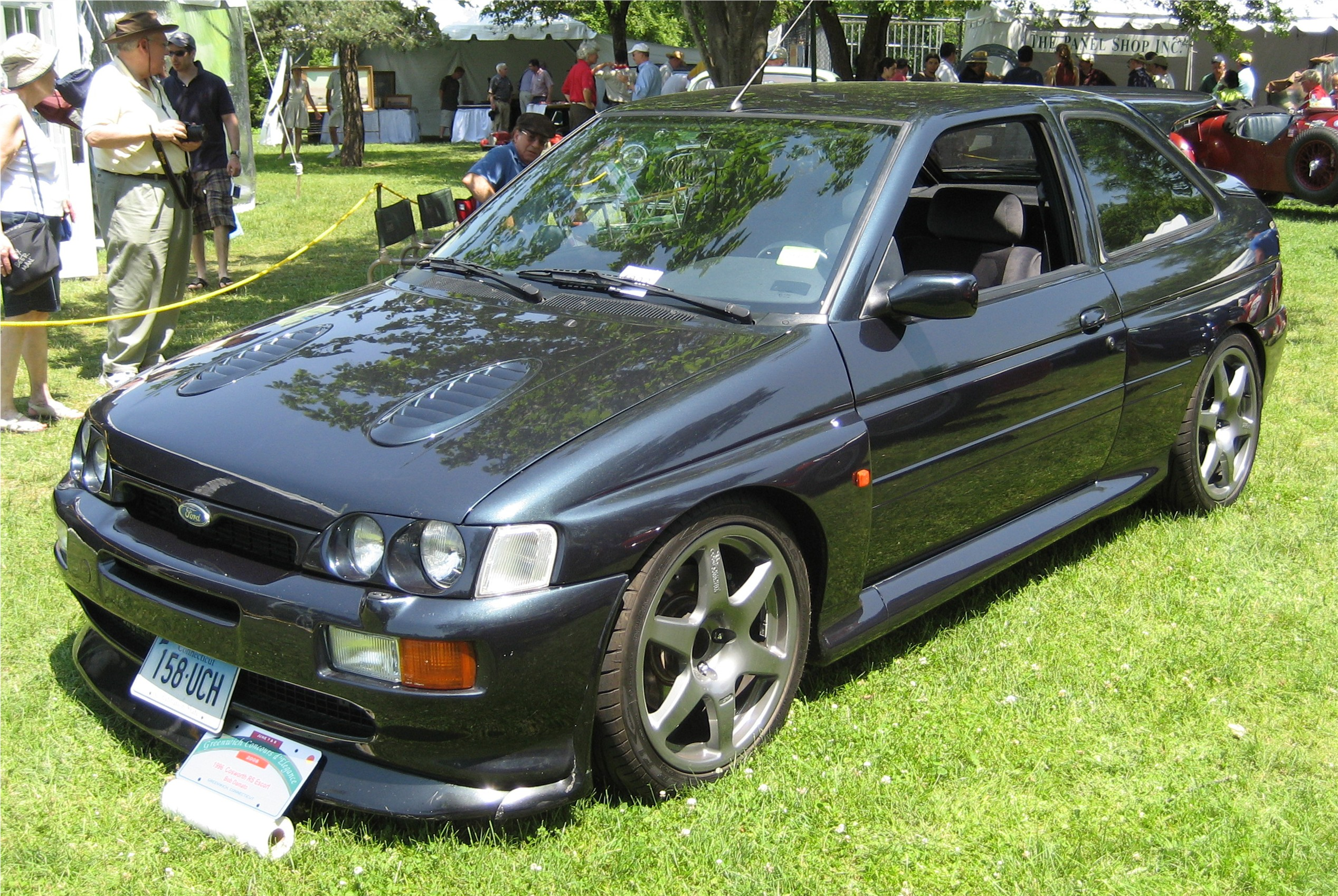
Ford Escort RS Cosworth (1996)

La Escort ’91 esce nel settembre 1990 con la Orion nuova. Brian May dei Queen presenta la Driven by You.
Nel 1993 esce la Mondeo. Poi nel 1995 venne progettata la nuova Fiesta '96 e la Escort.

### 1996–2003: New-Edge-Design

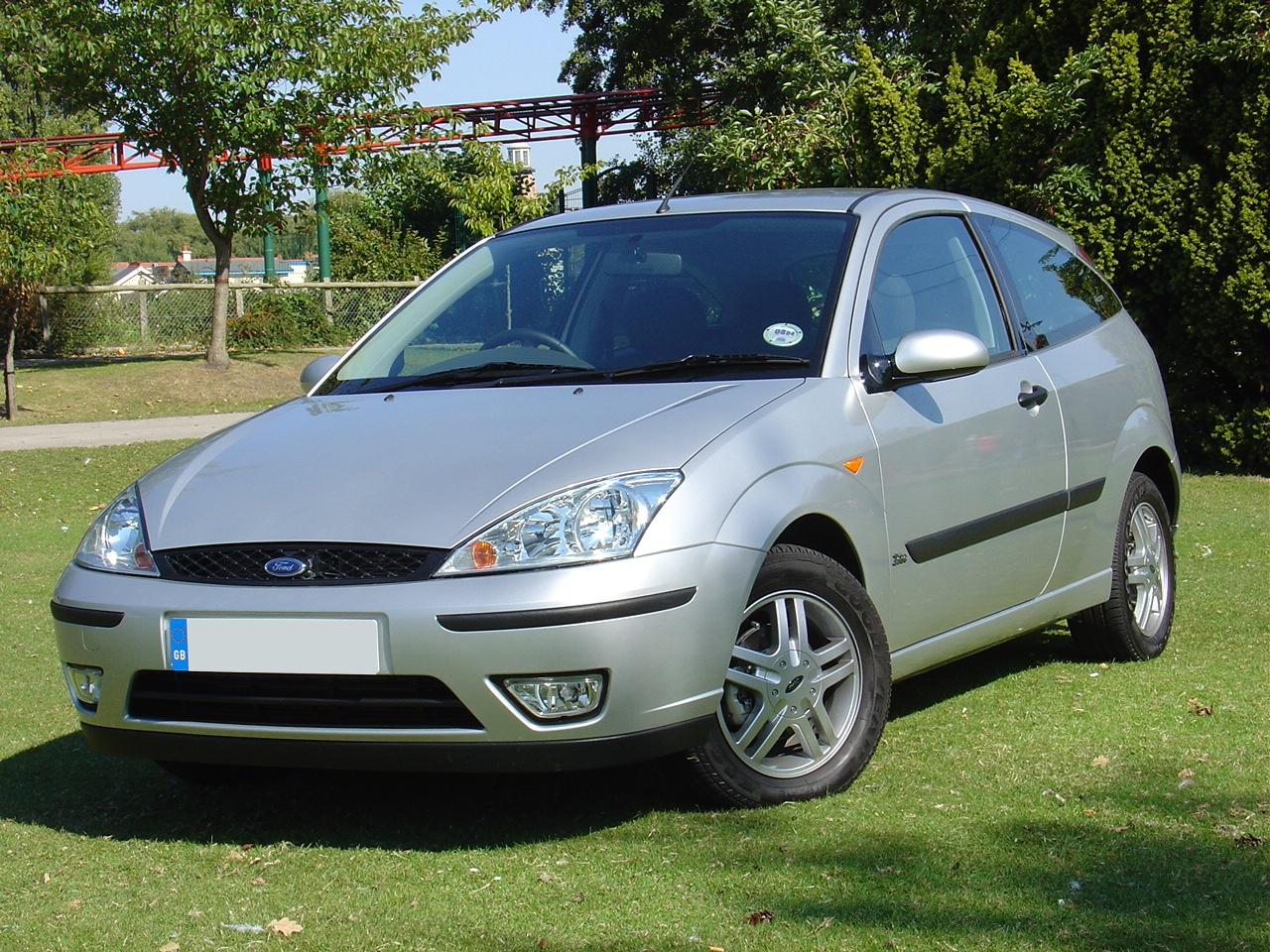
Ford Focus (2001)

Nel 1996 introdue la Fordo of Europe il nuovo „New-Edge-Design“ con i nuovi modelli Puma nel 1997, Focus. Nel 1998 la Cougar, venduta anche negli USA, la nuova Fiesta, la nuova Ka.

### Dal 2004: Cinetic Design

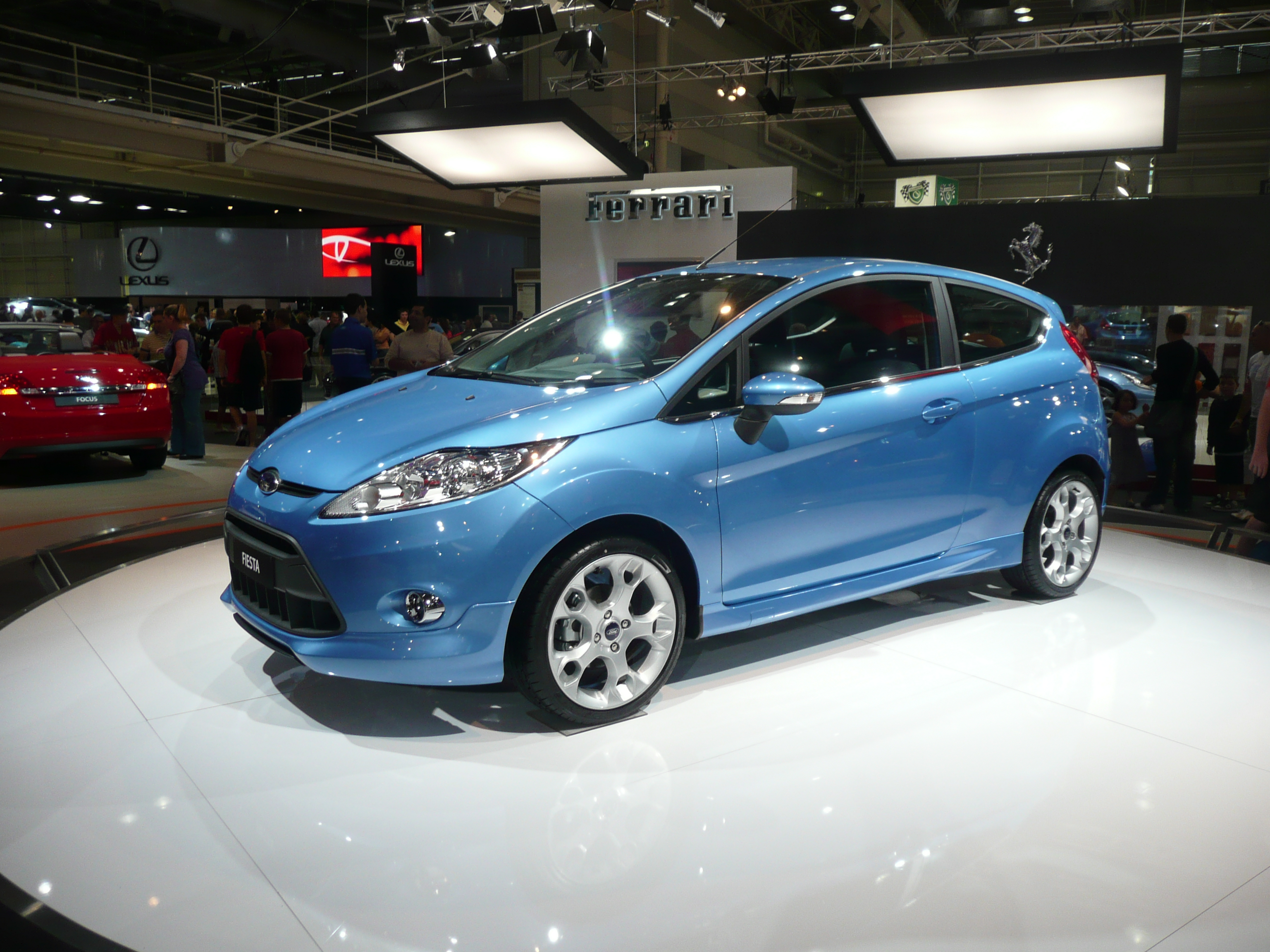
Ford Fiesta (2008)

Esce a fine 2004 la nuova serie Focus.
Nel 2006 segue la S-MAX e Galaxy.
Nel 2008 la Ford of Europe compra la romena Automobile Craiova, creando la Ford Romania. Verrà prodotto lì il Transit Connect. Seguiranno B-MAX e i motori EcoBoost.

## Stabilimenti
| Fabbrica                                                 | Sede            | Nazione     | Dipendenti | Prodotti                                                                                                 | Anno apertura |
| -------------------------------------------------------- | --------------- | ----------- | ---------- | --- | ------------- |
| Stabilimento Ford di Colonia (Köln Karosserie & Montage) | Niehl           | Germania    | 4405       | Fiesta (fino al 2023), Explorer, Capri                                                                   | 1931          |
| Ford Romania                                             | Craiova         | Romania     | 4500       | B-MAX (fino al 2017), EcoSport, Puma                                                                     | 2008          |
| Ford Otosan Montaggio                                    | Gölcük          | Turchia     | 7534       | Transit, Transit Connect                                                                                 | 2001          |
| Ford Vsevolozhsk Montage                                 | San Pietroburgo | Russia      | 2665       | Focus, Mondeo                                                                                            | 2002          |
| Genk Karosserie & Montage                                | Genk            | Belgio      | 4731       | Mondeo, 2006–2014: S-MAX, Galaxy                                                                         | 1964–2014     |
| Saarlouis Karosserie & Montage                           | Saarlouis       | Germania    | 6524       | Focus, C-Max (2003–2010, 2014–2019), Grand C-Max (2014–2019)                                             | 1970          |
| Southampton Karosserie & Montage                         | Southampton     | Regno Unito | 1120       | Transit                                                                                                  | 1953–2013     |
| Valencia Karosserie & Montage                            | Almussafes      | Spagna      | 6180       | C-Max (2011–2014), Grand C-Max (2011–2014), Kuga, Mondeo (dal 2014), S-Max (dal 2015), Galaxy (dal 2015) | 1976          |

Fonte: